# David Sopher
David M. Sopher (Bombay, 1º febbraio 1929 – 14 febbraio 2019) è stato un pallanuotista indiano, che ha partecipato alle Olimpiadi di Helsinki 1952.